# Jarmila Kalousková
Jarmila Kalousková (31. prosinec 1908 Rostov na Donu – 27. duben 1989 Praha) byla česká sinoložka a lingvistka, která patřila k nejvýznamnějším žákům a žačkám prof. Průška. Její práce a překlady do češtiny ve své době pomáhaly položit základy čínské lingvistiky.

## Život
Maturovala roku 1926 na Státní reálce v Nymburce, o rok později, po složení doplňující zkoušky z latiny, na Akademickém gymnáziu v Praze. V roce 1932 absolvovala Filozofickou fakultu Univerzity Karlovy obor český jazyk a francouzština. Po získání doktorátu v oboru slovanských literatur vyučovala francouzštinu na středních školách, také se zabývala ruskou literaturou, zejména poezií. Období protektorátu zapříčinilo její nervové zhroucení, odebrala se do invalidního důchodu. O čínštinu se začala zajímat po roce 1945, kdy se její stav zlepšil a ona se tak opět vrátila na UK, kde navštěvovala kursy čínštiny prof. J. Průška při Orientálním ústavu FF UK. V roce 1952 se stává externistkou a přednáší o čínské gramatice, v roce 1953 je jeho řádnou zaměstnankyní. V letech 1956-1957 se na základě meziakademické dohody dostává do Pekingu, kde studovala teorii gramatiky čínštiny. Následují další stáže v Paříži, během svého druhého pobytu vyučovala na Sorbonně čínskou gramatiku. Své nejvýznamnější práce vydala v 60. letech, podílela se i na popularizaci, například ve svých statích pro Nový Orient. Do důchodu odchází v 70. letech, i po té pokračuje ve své práci. Zemřela tragicky v roce 1989.

## Dílo

### Knihy
- Příspěvky ke studiu slovesných vidů v čínštině [nepubl. kandidátská disertační práce] (Praha, 1959, 185 s.)
- Úvod do hovorové čínštiny (spoluaut. O. Švarný, J. Bartůšk a Ť. Rotterová) (Praha: SPN, 1967. Sv. I, 458 s., sv. II, 606 s.)
- Vybrané kapitoly z gramatiky moderní čínštiny [skripta] (Praha: SPN, 1954, 143 s.)
- Études sur les aspects des verbes dans la langue chinoise moderne (Dissertationes orientales 1, Praha: Nakladatelství ČSAV, 1964, 155 s.)
- La phrase et les constructions de phrases dans le chinois moderne (Dissertationes orientales 8, Praha: Nakladatelství ČSAV, 1966, 160 s.)
- Zgusta, L. a kol.: Manual of lexicography (spoluaut.) (Praha: Academia, 1971, 360 s.)
- Jazyky národů Asie a Afriky a jejich vztah ke společnosti [skripta pro Lidovou univerzitu] (spoluaut. V. Krupa a P. Zima) (Praha: Socialistická akademie, 1977)

### Články a příspěvky
- Lidé nové Číny (Nový Orient, 1954, roč. 9, č. 9, s. 131)
- La contribution de A. A. Dragunov ą la rédaction d'une grammaire scientifique de la langue chinoise moderne (Archiv orientální, 1956, roč. 24, s. 444–453)
- Des catégories de mots dans la langue chinoise (Archiv orientální, 1957, roč. 25, s. 287–294)
- Jiekesiluofake de hanxue gongzuo [Sinologické práce v Československu] (spoluaut. P. Kratochvíl) (přel. Wu I) (Zhongguo yuwen, 1958, roč. 8, č. 8, s. 382–383, 395)
- O čínské domácnosti (Nový Orient, 1958, roč. 13, č. 4, s. 68–69)
- Čínské sloveso. Koreferát na konferenci VIII. sekce ČSAV 1956. In: O vědeckém poznání soudobých jazyků (Praha: Nakladatelství ČSAV, 1958, s. 133–136)
- Ta c'-pao. Zamyšlení nad čínskými nástěnkami (Nový Orient, 1959, roč. 14, č. 7, s. 136–137)
- De l'autonomies de certaines unités linguistiques dans la langue chinoise moderne (Archiv orientální, 1961, roč. 29, s. 626–651)
- Les constructions verbales contenant les morphemes "shih" et "ti" dans la langue chinoise moderne (Archiv orientální, 1962, roč. 30, s. 1–26)
- Quelques remarques au sujet du morpheme "pa" dans le chinois moderne (Archiv orientální, 1963, roč. 31, s. 364–377)
- Les morphemes "kang" et "i" dans les prepositions temporeles (Monumenta Serica, 1967, roč. 26, s. 213–223)
- Les aspects linguistiques du mouvement du 4 mai (spoluaut. A. a M. Cartier). In:The May Fourth Movement in China (Sborník referátů připravených pro nekonanou 20. mezinárodní konferenci čínských studií v Praze. Praha: Academia, 1968, sv. 2: 165–188)
- Čínština všední i nevšední (spoluaut. Ť. Rotterová) (Nový Orient, 1969, roč. 24, č. 2, s. 43–48; č. 3, s. 75–80)
- L'influence des rapports sémantiques sur la forme des propositions chinoises (spoluaut. Ž. Vochalová). In: Acta Universitatis Carolinae(Philologica 5, 1970, s. 11–22)
- O slovech - zejména čínských (Nový Orient, 1973, roč. 28, č. 3, s. 90–94)
- Les constructions "Zai N" dans le chinois moderne (spoluaut. Ž. Vochalová) (Archiv Orientální, 1974, roč. 42, s. 139–156)
- K otázkám ekvivalence (Jazykovědné aktuality, 1975, roč. 12, č. 11, s. 10–14)
- Some problems of typological analysis in modern Chinese fiction (spoluaut. Z. Słupski). In: Études d'historie et de literature chinoises offertes a Professeur Jaroslav Průšek (Bibliothéque de l'Institut des Hautes Études Chinoises, Vol. 24, Paris, 1976, s. 143–153)
- Společenské příčiny vzniku moderní spisovné čínštiny. In: Jazyky národů Asie, Afrika a Oceánie a jejich vztah ke společnosti, politice a kultuře [skripta Lidové univerzity] (Praha: Socialistická akademie ČSR, 1977, s. 158–174)
- Les types syntaxiques des verbes chinois (spoluaut. Ž. Vochalová). In: Orientalia Pragensia IX (Praha, 1977, s. 69–81)

### Překlady z čínštiny do češtiny
- ČAO, Šu-li: Na horských stráních (李有才板话, Lǐ Yǒucái bǎnhuà) (spoluaut. D. Khestlová a D. Šťovíčková) (Praha: Naše vojsko, 1951, 85 s.)
- SIAO, Emi (= Siao San): Mládí Mao Ce-tunga (毛泽东同志的青少年时, Máo Zédōng tóngzhì de qīng shàonián shídài) (spoluaut. D. Khestlová a D. Šťovíčková) (Praha, 1952, 79 s.)
- SÜ, Kuang-jao: Požár na rovině (平原烈火, Píngyuán lièhuǒ) (Knihovna Štít sv. 96, Praha: Naše vojsko, 1953, 222 s.)
- SÜ, Sung-lin: Vzpomínky na Mao Ce-tunga (Nový Orient, 1953, roč. 8, č. 10, s. 167–168)
- ČCHIN, Čao-jang: Náš předseda Mao si ve všem ví rady (Lidové vyprávění o Mao Ce-tungovi) (Nový Orient, 1953, roč. 8, č. 10, s. 169–170)